# Manuel Vega-Arango
Manuel Vega-Arango Alvaré (Luanco, Asturias, España, 17 de agosto de 1938) es un exfutbolista y dirigente deportivo español.

## Biografía
Nació como Manuel Alvaré Herrero, pero tras quedar huérfano a los dos meses y medio de edad, fue adoptado por sus tíos, que cambiaron sus apellidos a Vega-Arango Alvaré. Estudió, en régimen de internado, en el Colegio de la Inmaculada de los jesuitas en Gijón primero, en el Colegio de La Merced de los maristas en Murcia a continuación, y de vuelta en el Colegio de la Inmaculada donde terminó el PREU.

### Como futbolista
Siendo juvenil se incorporó al Real Gijón, siendo conocido como Alvaré. Llegó a debutar en Primera División en la temporada 1957-58, en un encuentro disputado en El Molinón ante el Real Valladolid Deportivo. Su primer gol como jugador rojiblanco lo consiguió ante el Valencia C. F., también en el estadio gijonés, tras batir con un remate de cabeza al guardameta José Manuel Pesudo.
Fue el único futbolista que mantuvo la condición de amateur, por voluntad propia, en la historia del equipo profesional, ahorrándole así la correspondiente ficha a la entidad. Por ello, en 1960, fue distinguido con la insignia de oro y brillantes del club por el entonces presidente, Alejando Pidal Guilhou. Finalizó su trayectoria jugando una temporada en la A. D. Universidad de Oviedo.

### Como dirigente deportivo
Llegó a la presidencia del Real Sporting de Gijón el 25 de mayo de 1977 al encabezar la única candidatura presentada a las elecciones. Durante los nueve años que se mantuvo en el cargo, hasta el 13 de julio de 1986, el club logró un subcampeonato de Liga en la temporada 1978-79, disputó dos finales de la Copa del Rey —1980-81 y 1981-82—, y participó en cuatro ediciones de la Copa de la UEFA. Al término de su mandato en el Sporting, le fue concedida su segunda insignia de oro y brillantes de la entidad. Asimismo, también había sido el primer presidente de la Liga de Fútbol Profesional (LFP), entre el 30 de diciembre de 1983 y el 11 de diciembre de 1984, momento en que presentó su dimisión. Posteriormente, presidió la Federación Asturiana entre el 24 de noviembre de 1988 y agosto de 1994.
En noviembre de 1997, regresó al Sporting asumiendo las funciones de consejero delegado del club. Tras la dimisión de Juan Pérez Arango en la presidencia del consejo de administración, dio comienzo, el 12 de noviembre de 2002, su segunda etapa como máximo dirigente sportinguista. Desde entonces, la sociedad pasó por un concurso de acreedores, instado en junio del año 2005, además de conseguir un ascenso a Primera División en la campaña 2007-08. Abandonó la presidencia del club el 21 de junio de 2013.

### Política
Llegó a ser propuesto por Alianza Popular como candidato a la alcaldía de Gijón, oferta que rechazó. Fue candidato al senado por Coalición Popular en las elecciones generales de 1986.